# مدارج‌النبوة
مدارج‌النبوة کتابی است از شیخ عبد الحق دهلوی به زبان فارسی که در موضوع زندگانی پیامبر اسلام از دیدگاه اهل سنت و با تکیه بر روایات آنان نگاشته شده و به چندین زبان دیگر نیز ترجمه شده است.